# Савельєва Людмила Михайлівна
Людмила Савельєва (нар. 24 січня 1942, Ленінград, РРФСР, СРСР) — радянська і російська акторка театру і кіно. Народна артистка РРФСР (1985).

## Біографія
Людмила Савельєва народилася 24 січня 1942 року в блокадному Ленінграді (нині — Санкт-Петербург), в пік голоду.
В 11 років почала займатися балетом.
У 1962 році закінчила Ленінградське академічне хореографічне училище імені А. Я. Ваганової.
З 1962 року — акторка Ленінградського академічного театру опери та балету імені С. М. Кірова (нині — Державний академічний Маріїнський театр).
З 1967 року — акторка Театру-студії кіноактора в Москві.
Дебютувала в кіно в 1964 році в ролі нереїди в фільмі-балеті Спляча красуня (екранізації однойменного балету П. І. Чайковського).
Перша велика роль — Наташа Ростова у фільмі Сергія Бондарчука Війна і мир (1965) — принесла акторці всесвітню славу. У Франції дівчаток стали називати на честь героїні роману Льва Толстого, а Японія оголосила 1972 рік Роком Людмили Савельєвої.
З середини 1980-х років знялася в невеликих ролях в декількох художніх фільмах режисера Сергія Соловйова — Чужа біла і рябий (1986), Чорна троянда — емблема печалі, червона троянда — емблема кохання (1989), Ніжний вік (2000), Анна Кареніна (2009).

### Родина
- Чоловік (з 1967 року по т. ч.) — Олександр Вікторович Збруєв (рід. 31 березня 1938), актор театру, кіно і телебачення, один з провідних артистів Московського державного театру Ленком Марка Захарова (1961 — т. ч.). Народний артист РРФСР (1989)[6].
  - Дочка — Наталія Олександрівна Збруева (рід 20 листопада 1967). У шкільному віці знялася в ролі однокласниці Васі Лопотухіна «Малахової» в радянському комедійно-фантастичному телефільмі Якщо вірити Лопотухіну … (1983) режисера Михайла Козакова.

## Фільмографія
- 1964 — Спляча красуня — нереїда
- 1965 — Війна і мир — Наташа Ростова, графиня, дочка Іллі та Наталії Ростові
- 1970 — Соняшники — Маша
- 1970 — Біг — Серафима Володимирівна Корзухина, дружина товариша міністра торгівлі
- 1970 — Чайка — Ніна Михайлівна Зарічна, дочка багатого поміщика
- 1973 — Вершник без голови — Луїза Пойндекстер
- 1977 — Юлія Вревська — Юлія Петрівна Вревська, баронеса
- 1981 — Капелюх — Мила
- 1981 — З вечора до полудня — Ніна Жаркова, дочка письменника Андрія Костянтиновича Жаркова
- 1983 — Йшов четвертий рік війни — Надія Мороз, капітан РККА, радистка
- 1984 — Нам не дано передбачити... — Ольга Миколаївна Мічуріна
- 1984 — Успіх — Інна, колишня дружина Геннадія Фетісова
- 1986 — Чужа біла і рябий — Ксенія Миколаївна Старцева, акторка
- 1989 — Чорна троянда — емблема печалі, червона троянда — емблема кохання — мати Олександри
- 2000 — Ніжний вік — бабуся Івана Громова (Нічна відьма)
- 2001 — Годинники без стрілок — дама
- 2006 — Сьоме небо — Маргарита, мати Єгора Шубіна
- 2008 — Автобус — Ольга
- 2009 — Анна Кареніна — княгиня Щербацкая
- 2009 — Дочки-матері — Ірина Сергіївна, чергова лікарка

## Визнання заслуг

### Державні нагороди СРСР
- 1967 — орден Трудового Червоного Прапора.

#### Державні нагороди РРФСР
- Тисяча дев'ятсот шістьдесят дев'ять — почесне звання Заслужений артист РРФСР.
- 1985 — почесне звання Народний артист РРФСР (12 червня 1985 року).

### Державні нагороди Російської Федерації
- 2012 — Подяка Президента Російської Федерації В. В. Путіна (21 серпня 2012 року) — за заслуги в розвитку вітчизняної культури і багаторічну плідну діяльність[7].

### Громадські нагороди
- 1965 — диплом на IV Московському міжнародному кінофестивалі (ММКФ) — за виконання ролі Наташі Ростової в серіях № 1Андрій Болконский і № 2Наташа Ростова в радянському історичному художньому фільмі Війна і мир (1965) режисера Сергія Бондарчука[8].
- 1965 — спеціальний приз за кращий дебют і приз глядацьких симпатій на IV Московському міжнародному кінофестивалі (ММКФ) — за виконання ролі Наташі Ростової в радянському історичному художньому фільмі Війна і мир (1965) режисера Сергія Бондарчука[5][9].
- 1966 — визнана кращою акторкою 1966 року за результатами опитування читачів журналу Радянський екран — за виконання ролі Наташі Ростової в радянському історичному художньому фільмі Війна і мир режисера Сергія Бондарчука.
- 1973 — приз Срібний Гьюго за майстерність акторського ансамблю на Міжнародному кінофестивалі в Чикаго (штат Іллінойс, США) — за виконання ролі Ніни Михайлівни Зарічній в радянському драматичному художньому фільмі Чайка (1970) режисера Юлія Карасика.
- 1973 — приз за краще виконання ролі на Міжнародному кінофестивалі в Сорренто (Італія) — за виконання ролей Наташі Ростової в радянському історичному художньому фільмі Війна і мир (1965) режисера Сергія Бондарчука і Маші в італо-франко-радянському художньому фільмі Соняшники (1970) режисера Вітторіо де Сіка.
- 1977 — звання Почесний громадянин міста Ловеч (Болгарія)[4].
- Тисячу дев'ятсот сімдесят вісім — гран-прі за кращу жіночу роль на Міжнародному кінофестивалі в Варні (Болгарія) — за виконання ролі баронеси Юлії Петрівни Вревська в радянсько-болгарському біографічному художньому фільмі Юлія Вревська (1977) режисера Миколи Корабова.
- 2001 — приз імені Віри Холодної на XI щорічному відкритому кінофестивалі імені Віри Холодної в Москві (18 березня 2001).